# The Big Wedding
The Big Wedding is een Amerikaanse romantische komedie van Justin Zackham uit 2013. De ensemblefilm, met hoofdrollen voor onder meer Robert De Niro, Diane Keaton en Katherine Heigl, is een remake van de Franse film Mon frère se marie uit 2006 van Jean-Stéphane Bron.

## Verhaal
Don (Robert De Niro) en Ellie Griffin (Diane Keaton) zijn al jaren gescheiden wanneer hun geadopteerde zoon Alejandro (Ben Barnes) gaat trouwen met Missy (Amanda Seyfried). Alejandro's biologische moeder (Patricia Rae) komt voor de bruiloft over uit Colombia en weet niet beter dan dat Don en Ellie nog getrouwd zijn. Omdat ze nogal katholiek is, besluiten de twee te doen alsof ze inderdaad nog bij elkaar zijn.

## Rolverdeling
| Acteur             | Personage          | Opmerking                                 |
| ------------------ | ------------------ | ----------------------------------------- |
| Robert De Niro     | Don Griffin        |                                           |
| Diane Keaton       | Ellie Griffin      | Dons ex-vrouw                             |
| Ben Barnes         | Alejandro Grfiffin | Don en Ellies geadopteerde zoon           |
| Katherine Heigl    | Lyla Griffin       | Don en Ellies dochter                     |
| Amanda Seyfried    | Missy O'Conner     | Alejandro's aanstaande                    |
| Topher Grace       | Jared Griffin      | Don en Ellies zoon                        |
| Susan Sarandon     | Bebe McBride       | Dons vriendin, ooit Ellies beste vriendin |
| Robin Williams     | Dominee Moinighan  |                                           |
| David Rasche       | Barry              |                                           |
| Patricia Rae       | Madonna            | Alejandro's biologische moeder            |
| Ana Ayora          | Nuria              | Alejandro's biologische zus               |
| Christine Ebersole | Muffin             |                                           |